# ألان دوسن (لاعب كرة قدم أسترالية)
ألان دوسن (بالإنجليزية: Alan Dawson)‏ هو لاعب كرة قدم أسترالية أسترالي، ولد في 1 سبتمبر 1932، وتوفي في 29 أكتوبر 2014.

## وصلات خارجية
- ألان داوسون على موقع AustralianFootball.com (الإنجليزية)
- ألان داوسون على موقع AFLtables.com (الإنجليزية)